# Streekermoor
Streekermoor ist ein Ortsteil der Gemeinde Hatten im niedersächsischen Landkreis Oldenburg.

## Geografie und Verkehrsanbindung
Der Ortsteil grenzt nordöstlich an Sandkrug an. Der Ort ist über die Buslinie 278 an den drei Haltestellen Streekermoor Grundschule, Grenzweg und Borchers-/Mühlenweg sowie mit der VWG Buslinie 325 zu erreichen.

## Geschichte
Streekermoor war eine Moorkolonie, die als planmäßige Siedlung Anfang des 20. Jahrhunderts entstand. Die meisten Kolonisten kamen in den Jahren 1908 und 1909. Sie bezogen die vom Siedlungsamt des damaligen Großherzogtums Oldenburg geplanten Häuser, die aus Kostengründen einheitlich aus weißem Kalksandstein gebaut wurden. Am 31. Dezember 2015 hatte der Ort 3431 Einwohner.

## Vereine
Am 18. November 2008 wurde die Dorfgemeinschaft Streekermoor e.V. gegründet. Seither hat der Ort einen festen Verein der Begegnung im Ort.